# Тополевка (Томская область)
Тополевка — исчезнувшая деревня в Александровском районе Томской области. На момент упразднения входила в состав Лукашкин-Ярского сельского поселения России. Упразднена в 2004 году.

## География
Деревня располагалась на правом берегу протоки Старица реки Оби, в 15 км (по прямой) к северо-западу от села Лукашкин Яр.

## История
Деревня была основана в 1930-е годы как посёлок спецпереселенцев из кулацких элементов. В 1940-е годы в посёлке были поселены спецпереселенцы из лиц эстонской национальности.
Постановлением Томской облдумы от 30 сентября 2004 года № 1488 деревня Тополевка исключена из учётных данных.

## Население
| 1939 | 1952 | 1959 | 1970 | 1979 | 1989 | 2002 |
| ---- | ---- | ---- | ---- | ---- | ---- | ---- |
| 301  | ↘227 | ↘179 | ↘171 | ↘127 | ↗128 | ↘67  |

По данным переписи 2002 года в национальном составе деревни русские составляли 79 % населения, ханты — 10 %.